# Syahmi Safari
Syahmi Safari (* 5. Februar 1998 in Kuala Selangor), mit vollständigen Namen Muhammad Syahmi bin Safari, ist ein malaysischer Fußballspieler.

## Karriere

### Verein
Syahmi Safari erlernte das Fußballspielen in den Mannschaften von Sekolah Sukan Bukit Jalil, Harimau Muda C und Selangor FC. Von Januar 2017 bis Juni 2017 absolvierte er als Jugendspieler 13 Erstligaspiele für den Selangor FC. Der Verein aus Shah Alam spielte in der ersten Liga, der Malaysian Super League. Sein Erstligadebüt gab er am 21. Januar 2017 (1. Spieltag) beim 2:0-Heimspielerfolg gegen den Penang FA. Am 1. Juli 2017 unterschrieb er bei Selangor seinen ersten Profivertrag. Für Selgangor bestritt er insgesamt 80 Ligaspiele. Am Ende der Saison 2021 wurde sein Vertrag nicht verlängert. Mitte Januar 2022 unterschrieb er einen Vertrag beim ebenfalls in der ersten Liga spielenden Johor Darul Ta’zim FC. Am Ende der Saison 2022 feierte er mit Johor die malaysische Meisterschaft.

### Nationalmannschaft
Syahmi Safari spielte 2018 fünfmal in der U23-Nationalmannschaft. Mit der Mannschaft nahm er an den Asienspielen in Indonesien teil. Hier qualifizierte man sich als Gruppenerster der Gruppe E für das Achtelfinale, wo mal gegen Japan nach einer 1:0-Niederlage ausschied. Seit 2018 spielt er auch für die A-Nationalmannschaft von Malaysia. Sein Länderspieldebüt gab er am 1. April 2018 in einem Freundschaftsspiel gegen Bhutan. Hier wurde er in der 78. Minute für Ariff Farhan eingewechselt. Malaysia gewann das Spiel 7:0.

## Erfolge
Johor Darul Ta’zim FC
- Malaysischer Meister: 2022
- Malaysischer Superpokalsieger: 2022
- Malaysischer-FA-Cup-Sieger: 2022
- Malaysischer Pokalsieger: 2022, 2023